# Gustave Roux
Pour les articles homonymes, voir Roux (patronyme).
Ne doit pas être confondu avec George Roux (illustrateur).
Gustave Louis Gabriel Roux, né à Grandson le 30 décembre 1828, décédé à Genève le 22 mars 1885, est un illustrateur, aquarelliste et musicien suisse. 

## Biographie
Gustave Roux est le fils du pasteur Roux et de Sophie Maulaz. Son père était pasteur à Grandson, canton de Vaud, puis à Meyriez, canton de Fribourg. Après la mort subite du père en 1842, il déménage avec sa mère à Lausanne, où il commence des études de théologie avant de décider de se consacrer entièrement à l'art. Hésitant entre la musique et le dessin, il choisit finalement le dessin et devient graveur-décorateur. Il se forme à Munich et à l'atelier Rochat à Genève. 
Il part pour Paris en 1851 et se perfectionne dans la gravure sur bois, travaillant jusqu'en 1870 comme illustrateur de revues,, notamment pour L'Illustration, le Journal pour tous, Le Magasin pittoresque. Il signe G.Roux ou G.R..
En 1855, il épouse la Lausannoise Fanny Rambert, sœur de l'écrivain vaudois Eugène Rambert. Grâce à eux, il a de bons contacts avec d'autres artistes suisses à Paris: le poète Juste Olivier, les peintres Charles Gleyre et Albert Anker, les graveurs Édouard Willman et Frédéric Weber. En 1865, pour la maison d'édition Charles Furne, il illustre Don Quichotte. Il coopère également avec Buri & Jeker, atelier de xylographie des beaux-frères graveurs Rudolf Buri (1835-1878) et Melchior Karl Jeker (1834-1868). 

Armaillis et Vegnolans, Le Ranz des vaches de Gruyère et la Chanson du vigneron, page de titre

Ses illustrations, en 1869, de l'ouvrage Le Ranz des vaches de Gruyère et la Chanson du vigneron, lui valent l'année suivante une invitation à venir travailler pour l'éditeur Cesar Schmidt à Zürich, qui lancera plusieurs projets ayant Roux comme illustrateur, parmi lesquels le journal La Suisse illustrée (1872-73) et l'album Tableaux de l'histoire suisse. Il réalise aussi des illustrations pour l'almanach le Messager boiteux et pour le journal satirique Der Postheiri (Henri le facteur). Il illustre en 1876 l'ouvrage consacré à la Fête de la bataille de Morat, cortège historique - 22 juin 1876 - Murtenschlachtfeier, historischer Zug, montrant des soldats en uniforme d'après Auguste Bachelin (1830-1890) et G. Roux, l'ensemble étant gravé par Karl Jauslin (1842-1904) et édité chez Buri & Jeker. 
En 1877, après la mort de son épouse et de son fils cadet, Gustave Roux s'installe à Genève auprès de son beau-frère Elisée Mayor, céramiste à l'École des beaux-Arts de Genève. Gustave Roux fera un peu de décoration de céramique et l'un des élèves de Mayor, Louis Dunki, travaillera avec lui. Il épouse en secondes noces, en 1879 à Yverdon, la musicienne Augusta de Fouchy. À Genève, il illustre des guides touristiques publiés par l'éditeur Orell Füssli (de) (Vevey et ses environs ; Thoune et le lac de Thoune). Musicien, il compose quelques hymnes sur des paroles d'Eugène Rambert et de Juste Olivier. 
Selon René et Peter van der Krogt, Gustave Roux est aussi sculpteur, auteur du buste du compositeur Gioachino Rossini (Pesaro 1792 - Paris 1868) au Grand Théâtre de Genève.
Gustave Roux est mort d'une crise cardiaque, le 22 mars 1885 à Genève.

## Livres illustrés par G. Roux
- Le Ranz des vaches de Gruyère et la Chanson du vigneron illustrés par G.Roux, 1869, 1885 [lire en ligne]
- Les Chansons lointaines de Juste Olivier [lire en ligne]
- Don Quichote de Miguel de Cervantès [lire en ligne]
- « L'ingénieux chevalier Don Quichotte de la Manche », sur gutenberg.org de Cervantes livre gratuit, disponible en : html, epub, kindle, texte.
- Les premiers chants de (Jacques-)Louis Tournier [lire en ligne].
- Récits de chasse et d'histoire naturelle [lire en ligne] et Matinées d'automne [lire en ligne] d'Urbain Olivier.
- Nouvelles montagnardes de Charles Dubois-Melly [lire en ligne][10].
- Les châteaux suisses d'Isabelle de Montolieu, nouvelle édition [lire en ligne]
- Aus den Schweizer Bergen d'Eugène Rambert [lire en ligne]
- Bex et ses environs d'Eugène Rambert [lire en ligne]
- Montreux et ses environs d'Eugène Rambert [lire en ligne]
- Scènes vaudoises d'Alfred Cérésole, illustrations d'Auguste Bachelin et G. Roux.
- Paraboles du Nouveau Testament gravées sur les dessins originaux de M. Gustave Roux.
- Histoire des réfugiés de la Réforme en Suisse, de J. C. Moerikofer, traduit de l'allemand.
- Histoire de Philippe Ashton ou le nouveau Robinson de H. de Schubert, traduit de l'allemand[11].

Quelques illustrations de l'ouvrage Le Ranz des vaches de Gruyère et la Chanson du vigneron

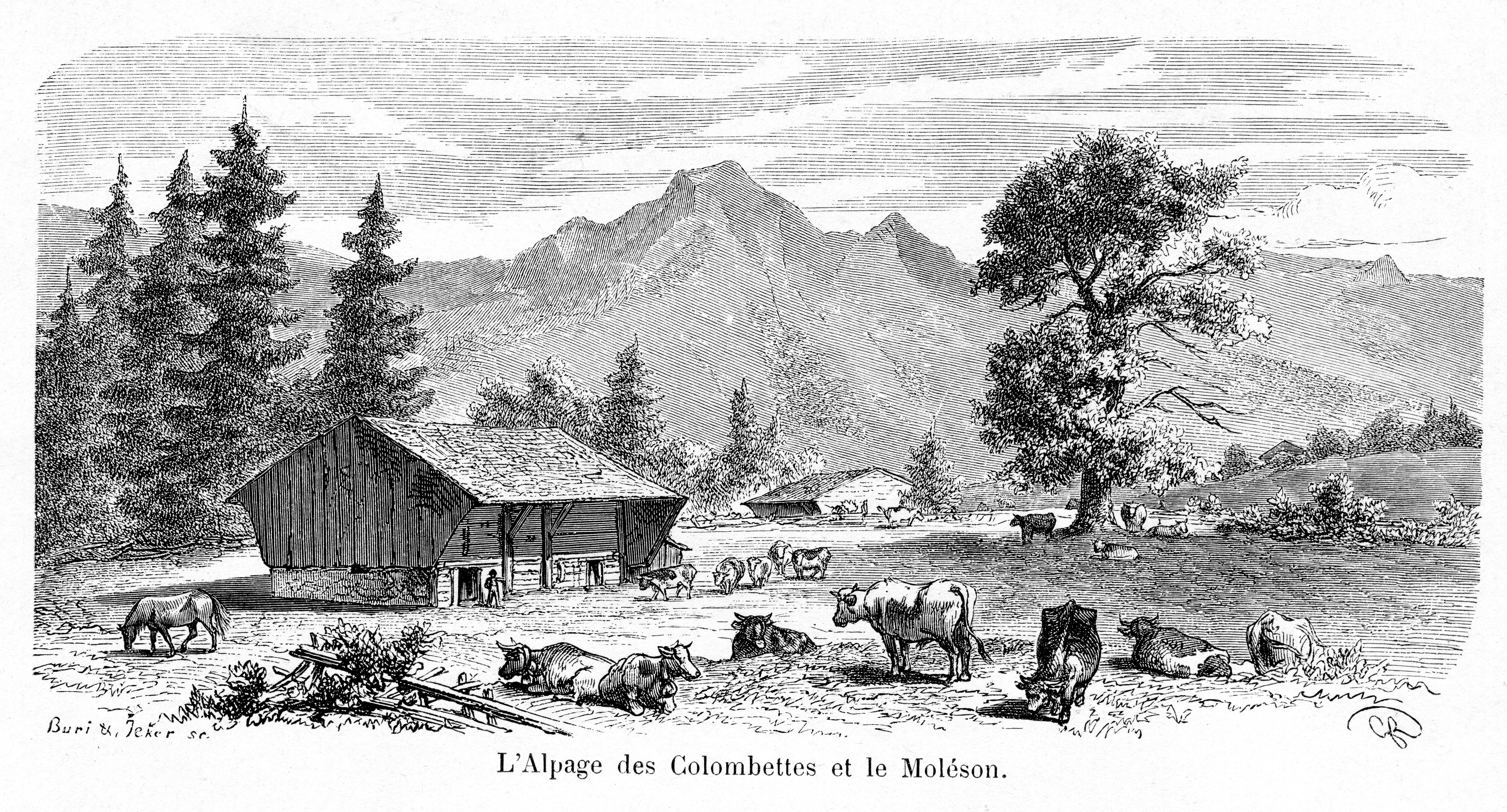
L'Alpage des Colombettes et le Moléson
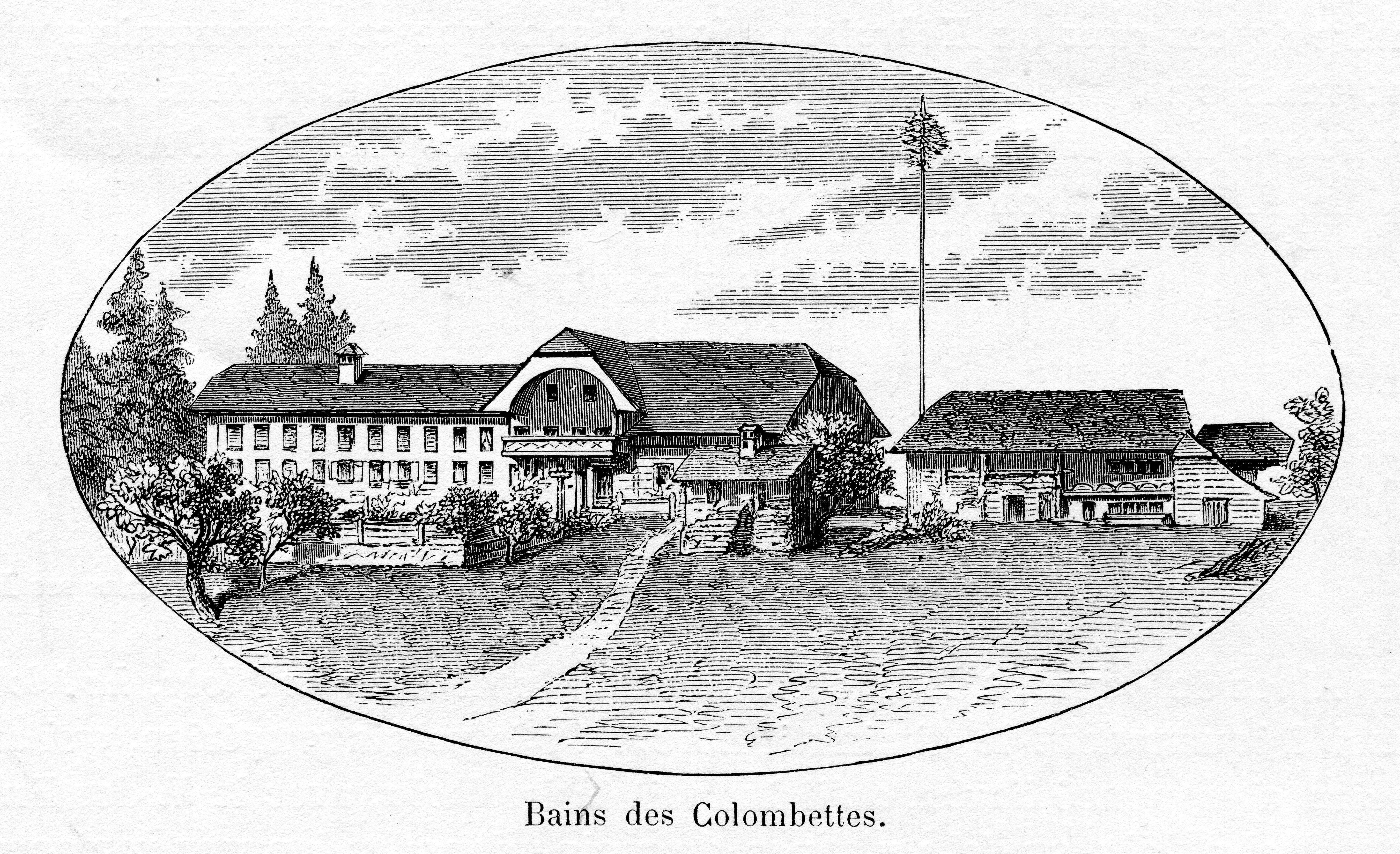
Bains des Colombettes
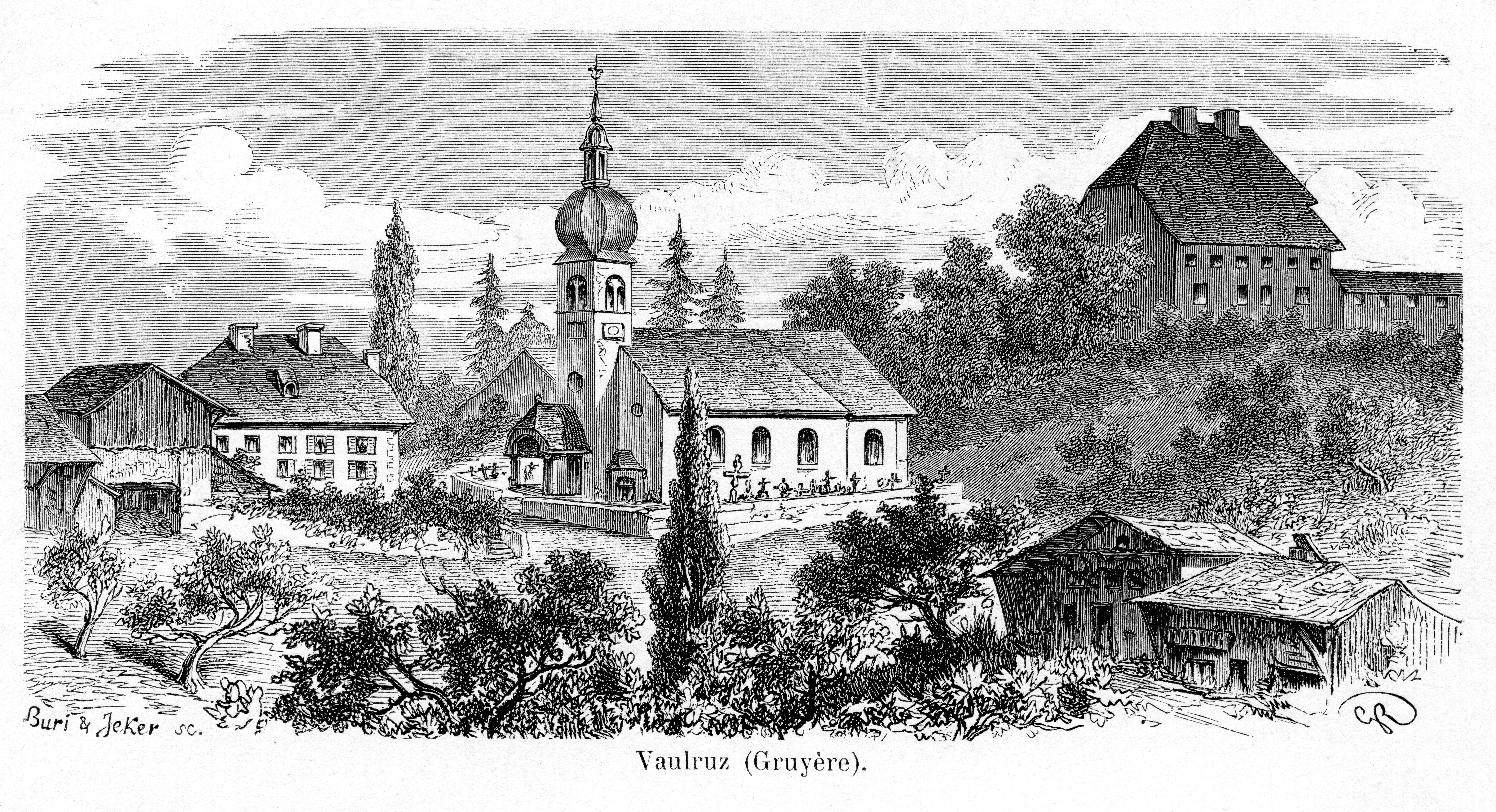
Vaulruz (Gruyère)
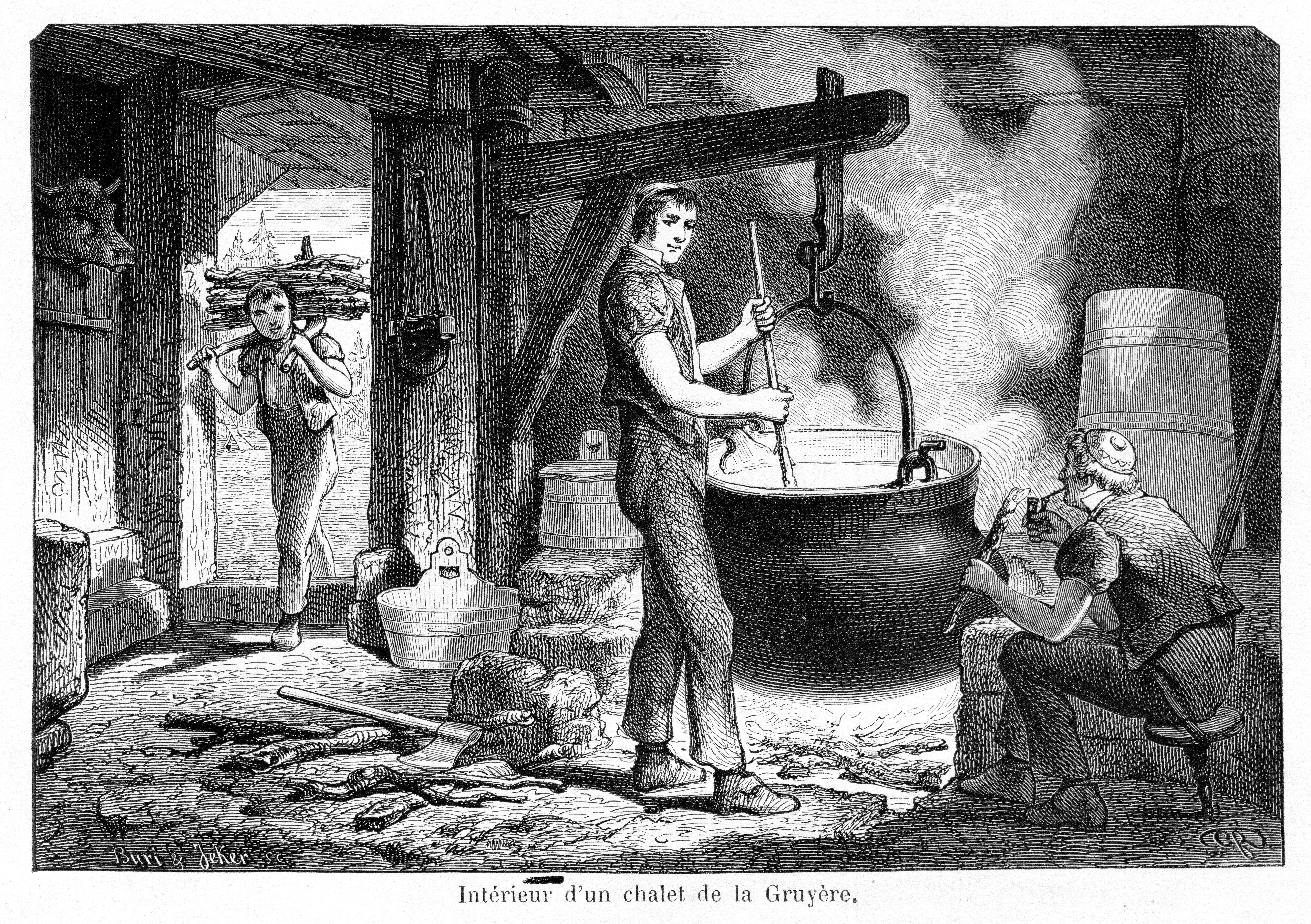
Intérieur d'un chalet de la Gruyère
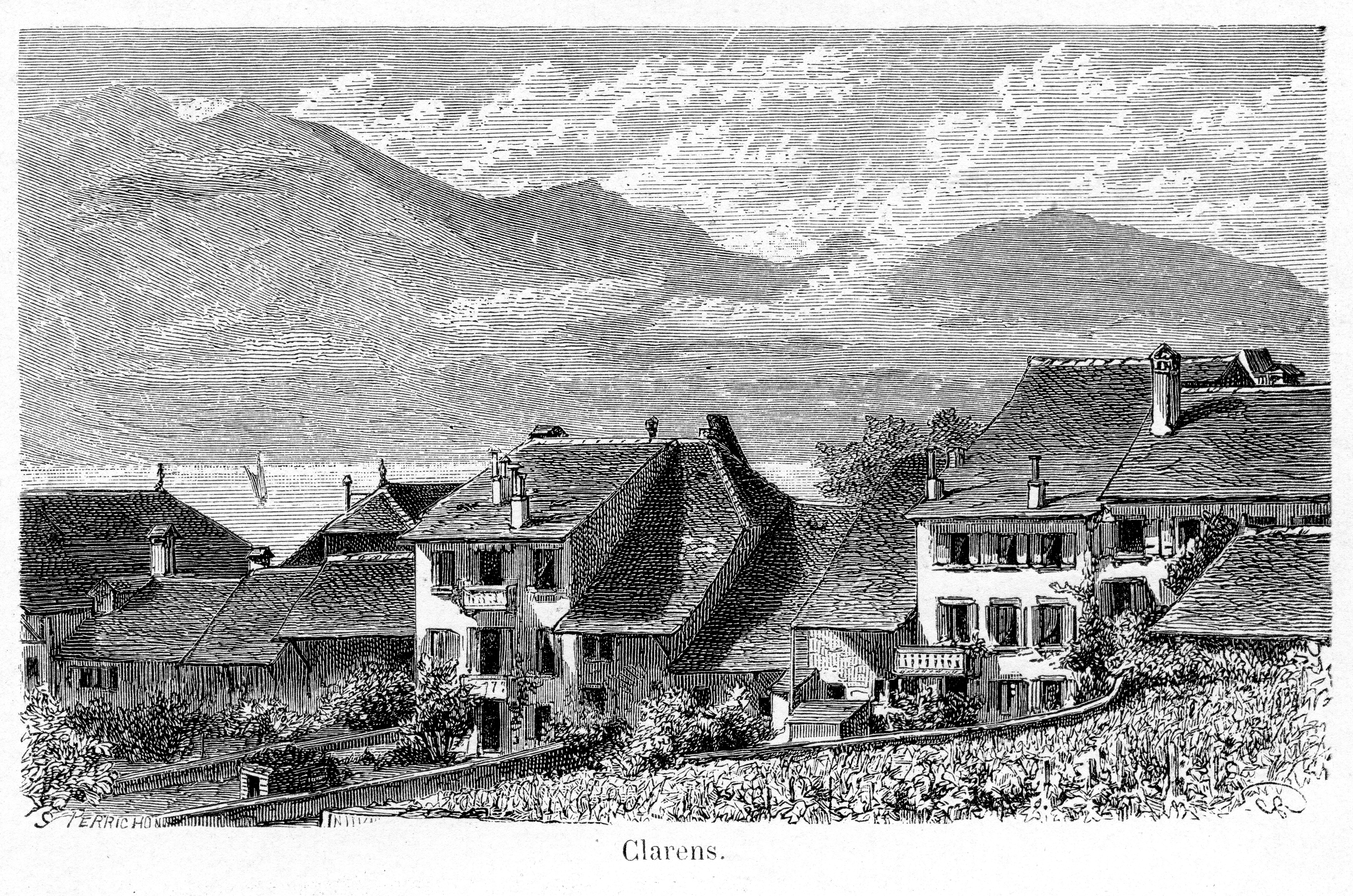
Clarens
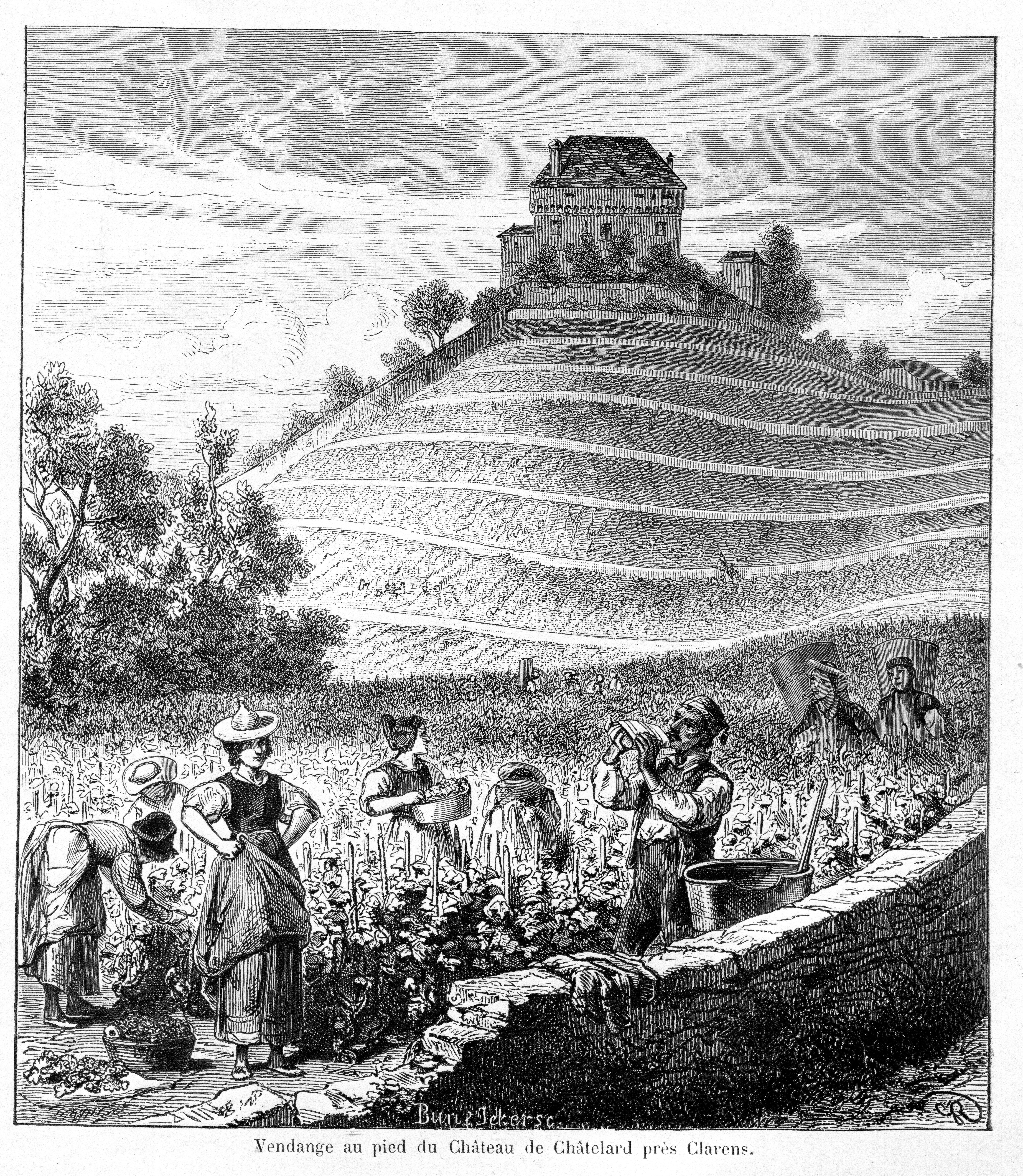
Vendange au pied du Château de Châtelard près Clarens